# Safety (EP)
Safety es el primer extended play y lanzamiento público de la banda de rock británica Coldplay. Grabado durante un fin de semana durante mayo de 1998, fue financiado por el manager de la banda, Phil Harvey, por alrededor de £1500. Solo se imprimieron 500 copias, pudieron vender 50 copias en uno de sus shows, sin embargo, la mayoría de ellas fueron regaladas a sellos discográficos, amigos y familiares.
La portada es una foto del cantante principal Chris Martin tomada por John Hilton, un amigo de la banda. Todas las canciones del disco aparecerían más tarde sin modificaciones en los lanzamientos posteriores de Coldplay, con «Bigger Stronger» y «Such a Rush» en el EP The Blue Room, mientras que «No More Keeping My Feet on the Ground» se utilizó como cara B de su gran éxito «Yellow».

## Lista de canciones
Todas las canciones escritas por Guy Berryman, Jonny Buckland, Will Champion y Chris Martin.
| N.º | Título                                  | Duración |  |
| 1.  | «Bigger Stronger»                       | 4:46     |  |
| 2.  | «No More Keeping My Feet On The Ground» | 4:30     |  |
| 3.  | «Such a Rush»                           | 4:56     |  |

## Personal
Coldplay
- Guy Berryman – bajo
- Jonny Buckland – guitarra eléctrica
- Will Champion – batería
- Chris Martin – voz, piano, guitarra acústica

Personal técnico
- Nikki Rosetti – productor